# Enga
Enga é uma das 20 províncias da Papua-Nova Guiné. A sua capital é Wabag. Está dividia nos distritos de Kandep, Kompiam-Ambum, Lagaip, Porgera-Paela e Wabag. Em 2011 tinha 432 045 habitantes.
Enga é a província mais elevada da Papua-Nova Guiné. Grande parte da província tem altitude superior a 2 000 metros. As zonas de menor altitude são normalmente os vales que formam as bacias dos dois principais sistemas fluviais que drenam a província, o Lagaip (que é afluente do rio Fly) e o Lai (que é afluente do rio Sepik).